# 진솔 (지휘자)
진솔(Sol Chin, 1987년 7월 21일~)은 대한민국의 지휘자이다.

## 개요
한국예술종합학교와 독일 만하임국립음대를 졸업한 후 독일 바덴바덴 필하모니, 캄머오케스터 하일브론, 남독일 필하모니 콘스탄츠, 불가리아 플로프디프 주립 오페라 오케스트라 등 해외의 수많은 오케스트라를 지휘했다. 귀국한 뒤에는 국내에서 KBS 교향악단, 국립심포니오케스트라, 국립국악관현악단, 경기필하모닉, 부천필하모닉, 대전시립교향악단, 포항시립교향악단, 전주시립교향악단 등 여러 오케스트라와 호흡을 맞추었으며, 고전음악 레퍼토리는 물론 뛰어난 음악적 해석 능력으로 여러 창작 음악 프로젝트 및 창작 오페라 등에 지휘자로 참여하며 현대음악 스페셜리스트로 평가받았다.
구스타프 말러의 교향곡 전곡을 연주하는 '말러리안(Mahlerian)' 프로젝트와 고전음악 전문 연주단체 '아르티제(Artisee)'를 이끌고 있으며, 대한민국 최초의 게임 음악 전문 공연 플랫폼 '플래직(FLASIC)'의 대표이사이자 예술감독으로서 국내외 게임사들과의 정식 계약을 통해 게임 음악 오케스트라 공연 시장을 주도하며 올바른 저작권 보호 문화 보급을 위해 노력하고 있다. 분야를 가리지 않는 도전으로 예술 장르 간 융합에 기여하여 "세상을 바꾸는 시간, 15분", IBK기업은행 광고 등 여러 방송 프로그램에 출연하기도 하였다.
해외에서도 2019년 튀르키예 에스키셰히르 시립교향악단 초청연주 (2회), 2022년 베를리너 심포니커와의 네덜란드 테르뇌전 페스티벌 및 암스테르담 콘세르트허바우 공연, 2023년 북체코 필하모닉과의 체코 드보르작홀 공연, 슬로바키아 방송교향악단과의 오스트리아 빈 무지크페라인 공연 등 다양한 활약을 보여주고 있다. 또한 2023년에는 이탈리아의 젊은 거장들로 구성된 "라파시오나타(L'appassionata)" 오케스트라와 "아르티제" 오케스트라의 합동 공연을 주최 및 지휘하였고, 2024년에는 태국 최고의 예술단체 "타일랜드 필하모닉 오케스트라(Thailand Philharmonic Orchestra)"와 업무협약을 체결하며 국제 예술 교류의 장을 마련하기도 하였다.

## 학력
- 한국예술종합학교 예술사 (졸업)
- 독일 만하임 국립음악대학 석사 (졸업)

## 수상
- 제15회 홍진기 창조인상 문화예술부문 (2024)

## 주요 작품
| 연도 | 일시     | 공연명                                                         | 장소                          |
| ---- | -------- | -------------------------------------------------------------- | ----------------------------- |
| 2014 | 08/15    | 앙상블 아르티제 창단연주회                                     | 베어홀                        |
| 2015 | 08/14    | 제2회 앙상블 아르티제 정기연주회                               | 예술의전당 IBK챔버홀          |
| 2017 | 01/07    | 아르티제 베토벤 마스터즈 시리즈 1                              | 세종문화회관 M씨어터          |
| 2017 | 02/11    | 아르티제 D 말러리안 시리즈 1, 교향곡 10번                      | 성남아트센터 콘서트홀         |
| 2017 | 08/05    | 아르티제 D 말러리안 시리즈 2, 교향곡 5번                       | 성남아트센터 콘서트홀         |
| 2017 | 08/16    | 이고르와 아르놀트                                              | 금호아트홀                    |
| 2018 | 09/09    | 아르티제 D 말러리안 시리즈 3, 교향곡 1번                       | KBS홀                         |
| 2019 | 03/08    | 터키 에스키셰히르 시립교향악단 초청공연                        | 에스키셰히르 오페라극장       |
| 2019 | 04/06    | 월드 오브 워크래프트: Live Concert                             | KBS홀                         |
| 2019 | 08/07    | 아르티제 D 말러리안 시리즈 4, 교향곡 6번                       | 롯데콘서트홀                  |
| 2019 | 08/24    | 스타크래프트 라이브 콘서트                                     | 세종문화회관 대극장           |
| 2019 | 11/29    | 터키 에스키셰히르 시립교향악단 초청공연                        | 에스키셰히르 오페라극장       |
| 2019 | 12/19    | 한국을 빛낸 젊은 작곡가 vol.1                                  | 영산아트홀                    |
| 2020 | 07/24    | 아르티제 D 말러리안 시리즈 4, 교향곡 6번                       | 롯데콘서트홀                  |
| 2020 | 12/02    | 한국게임산업협회 아이머게이머 캠페인 & 온라인 콘서트           | 롯데콘서트홀                  |
| 2021 | 04/02~03 | 리그오브레전드 라이브: 디 오케스트라 지휘                      | 세종문화회관 대극장           |
| 2021 | 06       | IBK기업은행 광고 출연                                          |                               |
| 2021 | 09/10~12 | 한중일 e스포츠 대회 온라인 콘서트                              |                               |
| 2021 | 09/24    | 디아블로 II: 레저렉션 런칭 이벤트 기념 온라인 콘서트           | 블리자드 유튜브 채널          |
| 2022 | 07/21    | 아르티제 D 말러리안 시리즈 5.5, 창작 공모 프로젝트             | 예술의전당 IBK챔버홀          |
| 2022 | 08/06~07 | 넥슨 클래식 콘서트                                             | 세종문화회관 M씨어터          |
| 2022 | 10/22    | 심포니 테일즈: 가디언 테일즈 오케스트라                        | 코엑스 오디토리움             |
| 2022 | 10/30    | 암스테르담 콘세르트허바우 초청공연                             | 콘세르트허바우                |
| 2022 | 12/09    | 국회 대한민국게임포럼 문화예술 콘서트                          | 국회 의원회관 대회의실        |
| 2022 | 12/30~31 | 국립극장 송년음악회 - 세 가지 선물, "명작"                     | 국립극장 해오름극장           |
| 2023 | 01/29~30 | 포켓몬 디 오케스트라: 신화의 땅에서                            | 국립극장 해오름극장           |
| 2023 | 04/25    | 아르티제 X 라파시오나타                                        | 롯데콘서트홀                  |
| 2023 | 05/20    | 라그나로크 디 오케스트라 콘서트                                | 마포아트센터                  |
| 2023 | 06/07    | 빈 무지크페라인 초청공연                                       | 무지크페라인                  |
| 2023 | 07/22    | 한국예술영재교육원 오케스트라 정기연주회                       | 이강숙홀                      |
| 2023 | 07/30    | 아르티제 D 말러리안 시리즈 6, 교향곡 3번                       | 롯데콘서트홀                  |
| 2023 | 08/29~30 | 시드 마이어의 문명 심포니                                      | 국립극장 해오름극장           |
| 2023 | 10/07    | 서울국제음악제 개막공연 "The Best of Brahms"                   | 예술의전당 IBK챔버홀          |
| 2023 |          | tvN 드라마 "마에스트라" 음악 자문                              |                               |
| 2024 | 03/22    | 심포니 테일즈 II: 가디언 테일즈 오케스트라, The Princess & You | 국립극장 해오름극장           |
| 2024 | 04/06    | 라그나로크 디 오케스트라 콘서트 태국 투어                      | 프린스 마히돌 홀, 방콕        |
| 2024 | 05/03    | 게임 음악 OST 콘서트 "브롤 스타즈"                             | 부산광역시교육청 학생문화회관 |
| 2024 | 06/12    | 모차르트: 레퀴엠                                               | 예술의전당 콘서트홀           |
| 2024 | 08/31    | 동방프로젝트 오케스트라 콘서트 ~ Invitation from Gensokyo      | KBS홀                         |